# テーブルサンゴ

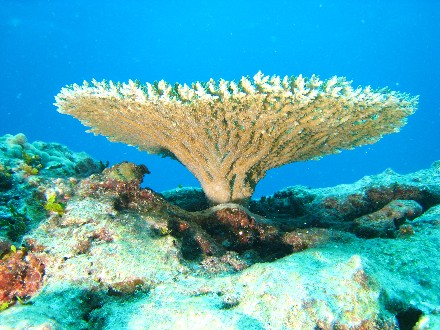
ミドリイシ属のテーブルサンゴ

テーブルサンゴ（テーブル珊瑚）は、イシサンゴ目ミドリイシ科ミドリイシ属のサンゴのうち、テーブル状の群体をつくる種の総称である。テーブルサンゴの群体形は、卓状、テーブル状とも呼ばれる。

## 概要
テーブルサンゴは造礁サンゴのひとつで、熱帯性海域の外洋に面した外礁外縁にサンゴ礁を形成し、魚類や甲殻類のすみかとなる。代表的な種に、クシハダミドリイシ（Acropora pectinata）やエンタクミドリイシ（A. tumida）がある。

## 造礁サンゴの群体形による分類
造礁サンゴの群体形は、同じ種であっても群体にあたる光や波の強さなどにより異なり、特にミドリイシ科やハマサンゴ科では多様な群体形が見られる。群体形による分類としては、卓状（テーブル状）以外に以下のものがある。
- 塊状 - 塊のようになった形状。典型的には半球形になる。
- 散房花状（コリンボース状） - 基部から横向きに放射状に伸びた枝から、上向きにほぼ等間隔で同じ長さの枝が伸びた形状。ミドリイシ類に見られる。
- 樹枝状（枝状） - 比較的細かく枝分かれした形状。
- 被覆状 - 基盤を覆うような皮革状の形状。
- 葉状 - 基盤から薄く幅広い葉が伸びたような形状。